# Huy

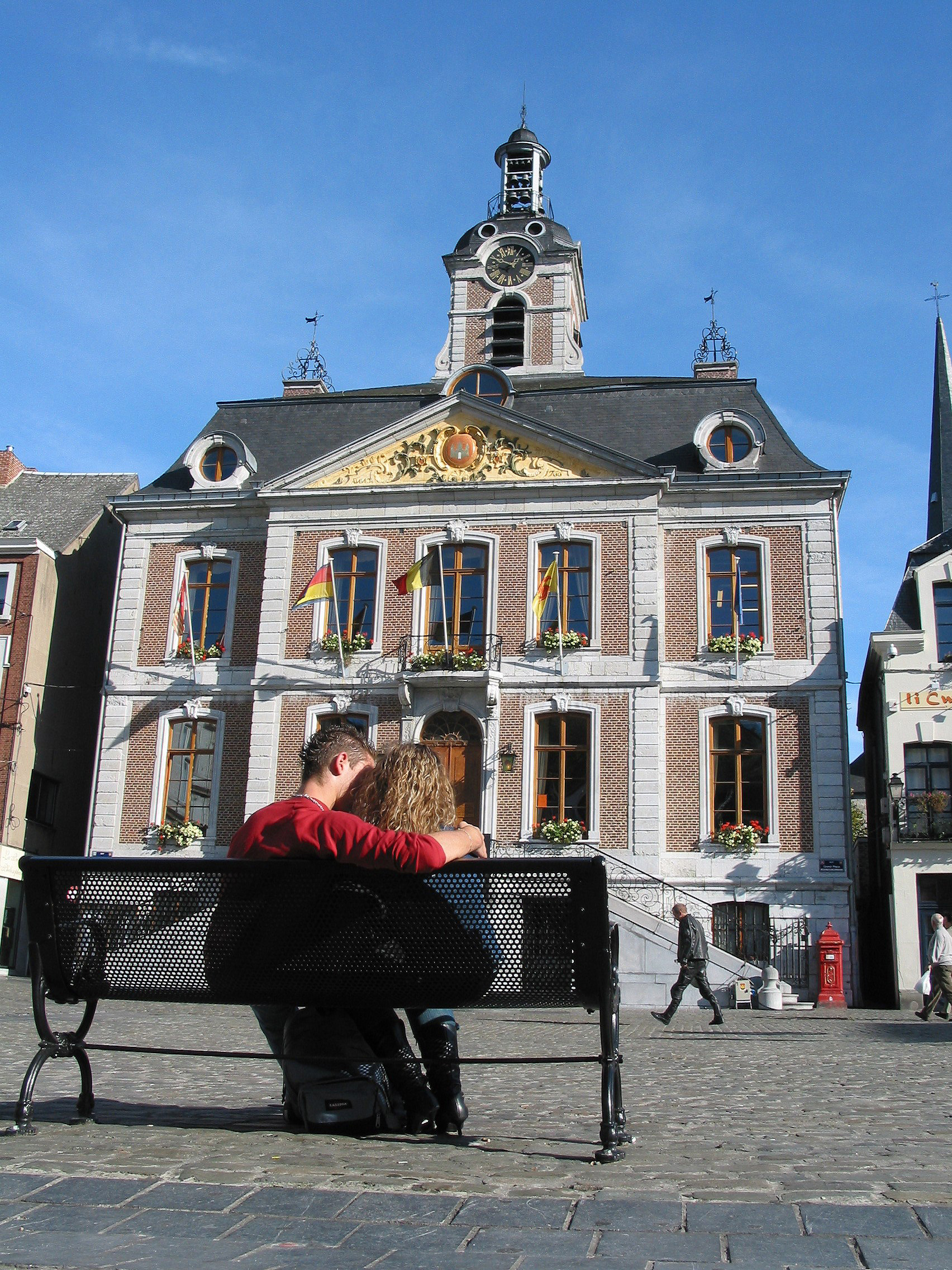
Radnice (1767)

Huy (valonsky Hu, nizozemsky Hoei) je frankofonní město v Belgii. Je správním centrem jednoho z okresů (arrondissementů) ve valonské provincii Lutych. Leží mezi Namurem a Lutychem na soutoku Mázy a říčky Hoyoux. Obec Huy zahrnuje kromě města Huy bývalé obce Ben-Ahin, Neuville-sous-Huy a Tihange.
V bývalé obci Tihange se nachází jaderná elektrárna.

## Historie
První vesnice vznikla kolem římské pevnosti (castrum) na pravém břehu řeky Mázy.
V 6. století vesnici evangelizoval tongerenský biskup sv. Domicián a první zmínka o ní pochází ze 7. století.
V raném středověku byl Huy jedním z nejlépe prosperujících měst na Máze a jeho hospodářský růst byl založen zejména na hutnictví, ale také na koželužství, tesařství, truhlářství a výrobě vína.
V 10. století byl povýšen na hrabství, ale brzy byl připojen k biskupství Lutych, jehož součástí pak zůstal více než osm století.
Roku 1066 Huy získal první historicky známou městskou listinu na sever od Alp.
Přibližně v té době ve městě kázal Petr z Amiensu, zvaný též Petr Poustevník, a přesvědčil místní obyvatele, aby se zúčastnili první křížové výpravy.
Ve 13. a 14. století město prodělalo prudký ekonomický vzestup, zejména díky výrobě sukna.
Jeho hrad byl postupně opevňován a v 15. století z něj byla pevnost a symbol města.
Následující dvě století však byla obdobím úpadku, z velké části právě kvůli výborné strategické poloze na řece Máze, která neunikla pozornosti nepřátel.
Během válek Ludvíka XIV. v druhé polovině 17. století město opakovaně čelilo útokům a roku 1715 se jeho obyvatelé rozhodli, že zbourají hrad, který byl zdrojem potíží.
Roku 1818 Nizozemci postavili v Huy novou pevnost.
Její strategická poloha se uplatnila zejména za obou světových válek.
V 19. století město prosperovalo, především díky papírenství a dalším průmyslovým odvětvím.
Ve 20. století se i zde projevil úpadek těžkého průmyslu.
Dnes se městu opět začíná dařit, částečně díky výrobkům z cínu a turistickému ruchu.

## Zajímavosti
- Li Bassinia, fontána z 15. století uprostřed náměstí Grand Place
- Li Tchestia, pevnost z roku 1818, která je dominantou města
- Li Rondia, rozetové okno kolegiátního kostela Notre-Dame, postaveného v gotickém stylu
- Li Pontia, most přes řeku Mázu

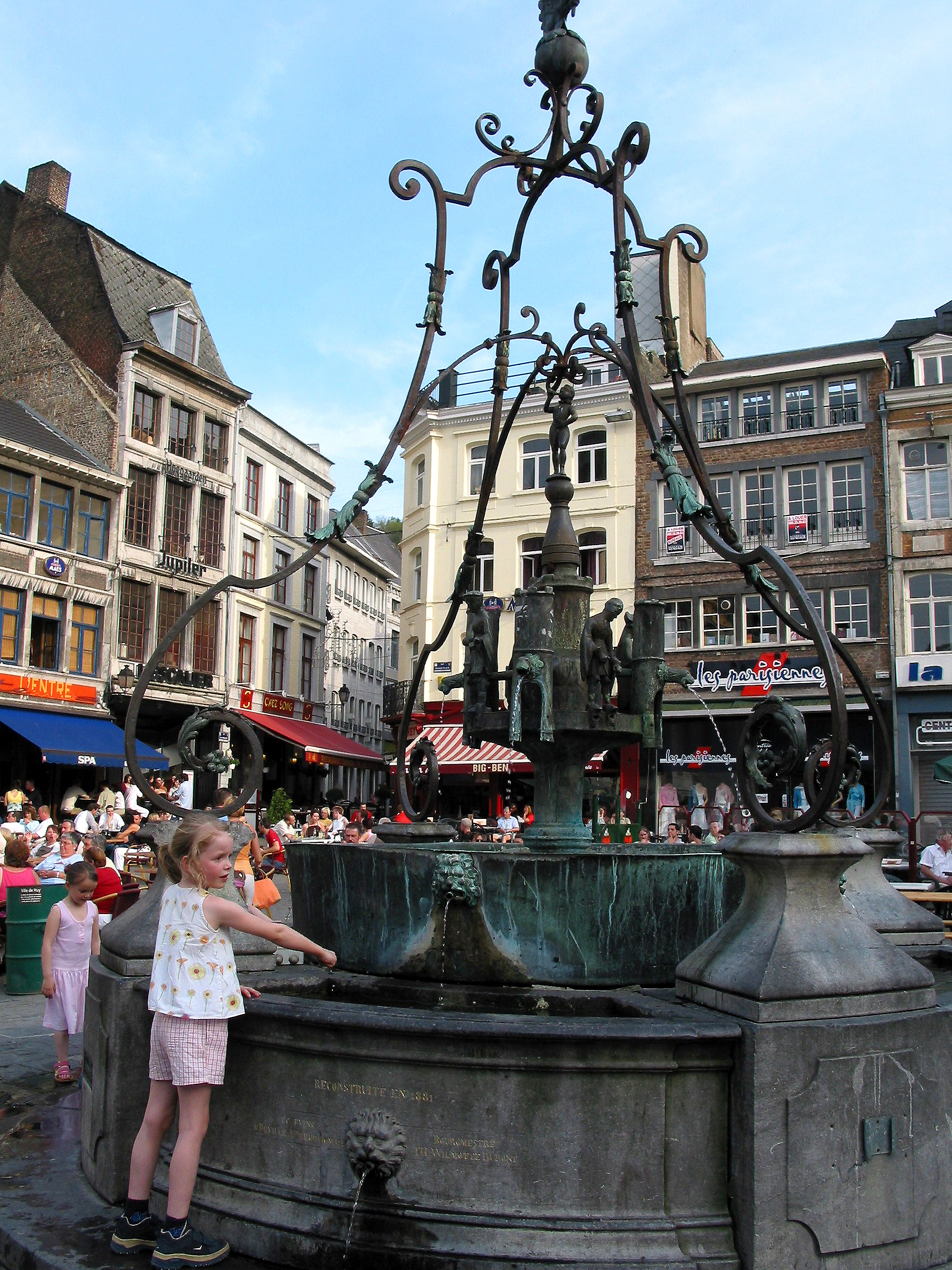
Fontána Li Bassinia
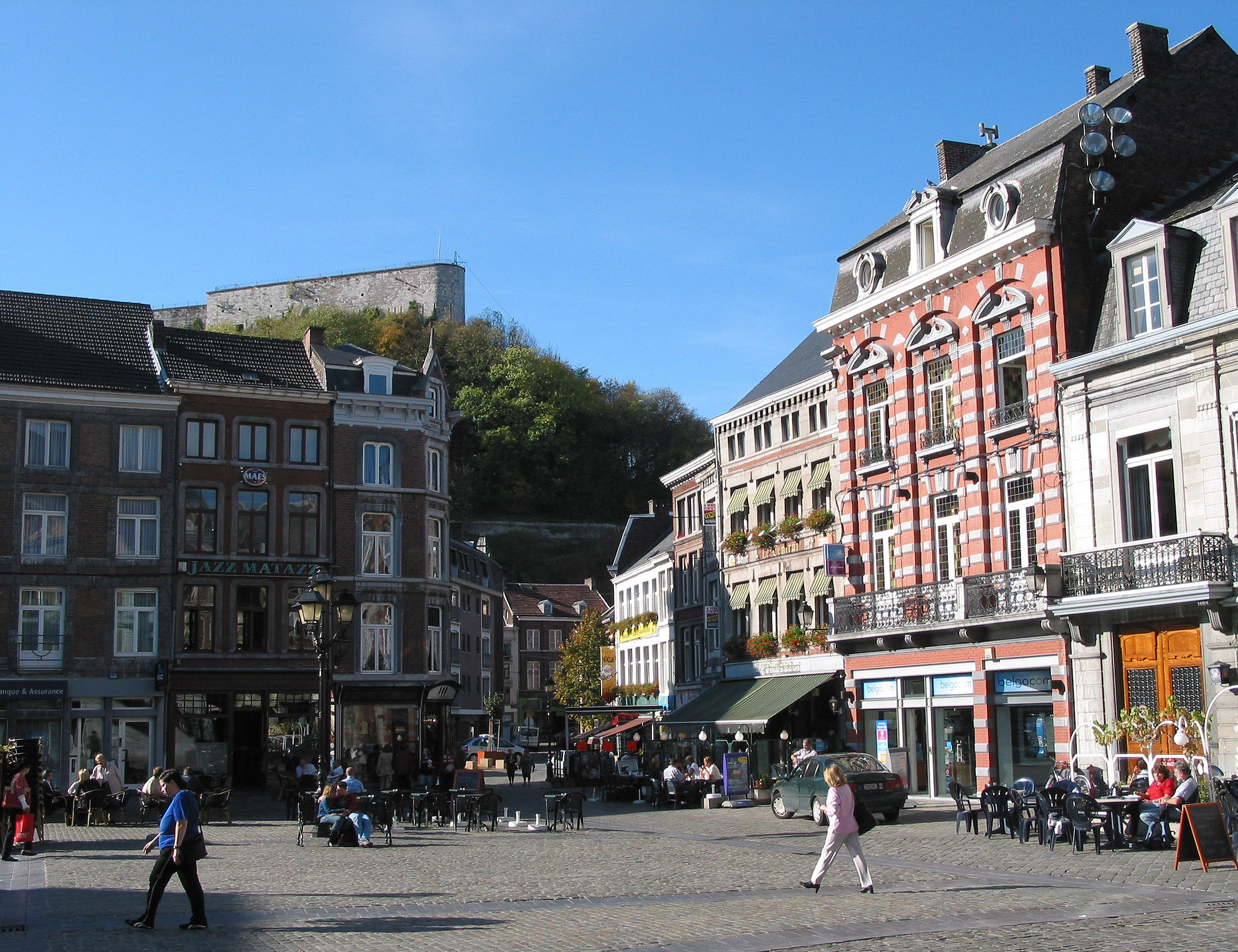
Pevnost Li Tchestia z náměstí Grand Place
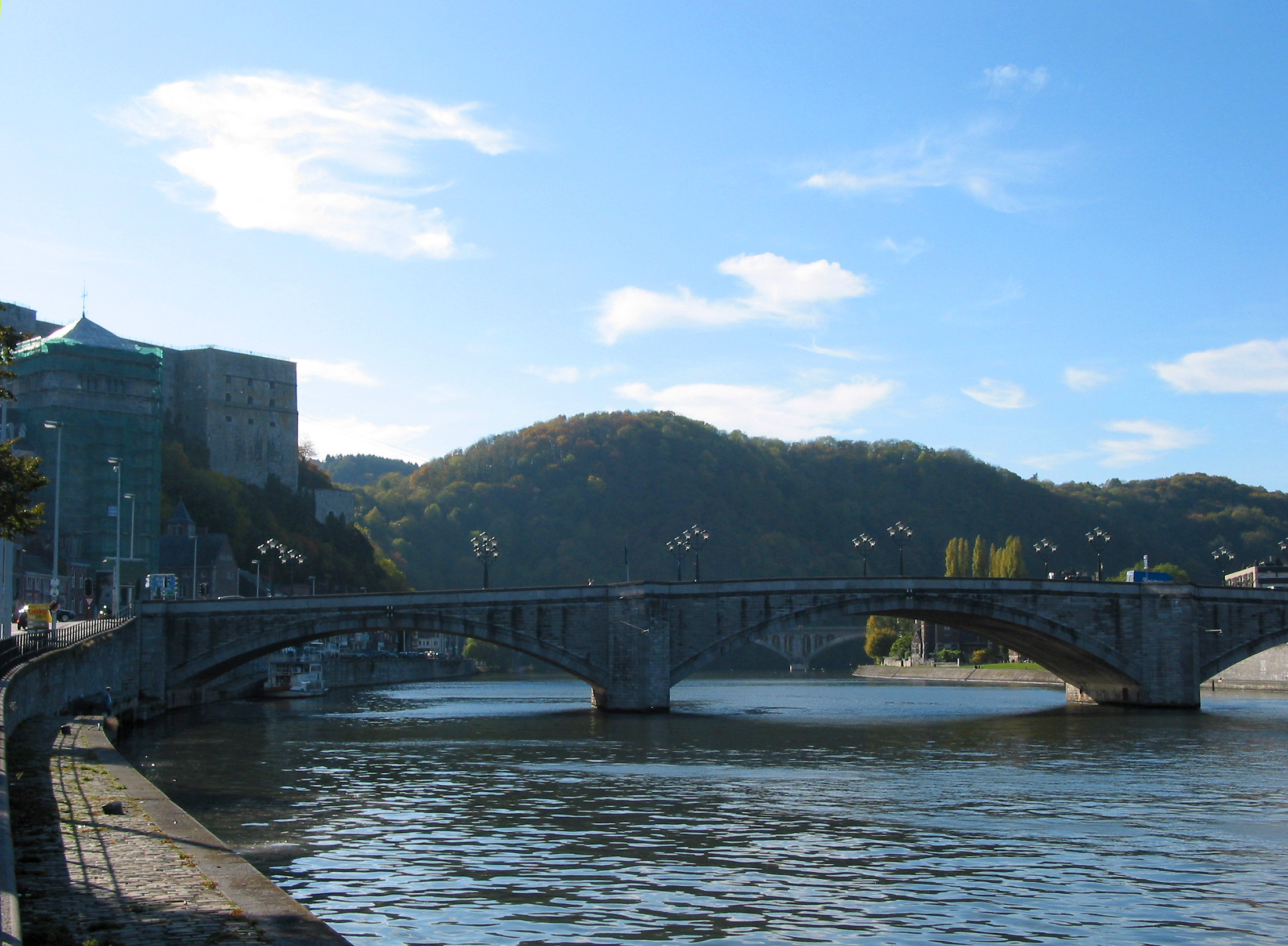
Most Li Pontia

## Družba a partnerská města

### Družba
- Compiègne (Francie) od r. 1959
- Vianden (Lucembursko) od r. 1964
- Arona (Itálie) od r. 1967
- Natitingou (Benin) od r. 1987
- Tienen (Belgie) od r. 1993
- Vélingara (Senegal) od r. 1993

### Partnerská města
- Port-Bouet, blízko Abidžanu (Pobřeží slonoviny) od r. 1984
- Seosan (Jižní Korea) od r. 1984
- Bury St. Edmunds (Spojené království) od r. 1995
- Montagano (Itálie) od r. 1996
- Krujë (Albánie) od r. 1999
- Tchaj-čou (Čína, provincie Ťiang-su) od r. 2002